# Longos (España)
Longos (llamada oficialmente Santa Baia de Longos) es una parroquia y un lugar del municipio español de San Cristóbal de Cea, en la provincia de Orense, Galicia.

## Toponimia
La parroquia también es conocida por el nombre de Santa Eulalia de Longos.

## Historia
Hacia mediados del siglo XIX, la parroquia, ya por entonces perteneciente a Cea, tenía contabilizada una población de 196 habitantes. Aparece descrita en el décimo volumen del Diccionario geográfico-estadístico-histórico de España y sus posesiones de Ultramar de Pascual Madoz con las siguientes palabras:

LONGOS (Sta. Eulalia): felig. en la prov. y dióc. de Orense (3 1/2 leg.), part. jud. de Señorin en Carballino (1 1/2), ayunt. de Cea (1/2): sit. en llano, combatido principalmente por los aires del N. y O.: el clima es bastante sano. Tiene 54 casas de mala construccion repartidas en los l. de Cazarranes, Gabean, Iglesia-vieja, Longos y Torroeira. Hay escuela de primeras letras frecuentada por unos 60 niños de ambos sexos, cuyos padres dan al maestro la retribucion convenida. La igl. parr. (Sta. Eulalia) es de fábrica moderna y está servida por un cura de segundo ascenso y provision nutual. Tuvo por aneja la de San Martin de Lamas, desde que ambas fueron dadas con sus tierras y diezmo por Doña Urraca al monasterio de Osera, hasta que en 1838 se separaron por disposicion del ob. D. Damaso Iglesia y Lago: á la puerta de la igl. se halla el cementerio bien ventilado. Tambien hay una ermita dedicada á San Benito, cuyo edificio es antiguo y poco capaz. Confina el térm. N. felig. de Canda; E. Cea; S. San Facundo, y O. Lomas. El terreno es bastante llano con algunas cuestas, pero escasea de riego. No le cruza r. alguno, pero se halla circundada la felig. por 2 r. que son el de Cea y el de Osera, habiendo en el primero un puente de piedra de poca altura, y un puentecillo de madera. Los caminos son locales y en buen estado, atravesando tambien por el térm. el que desde el Rivero va á Santiago y otros puntos. prod.: trigo,maiz, centeno, patatas, habas, legumbres, hortaliza, frutas y pastos; se cria ganado vacuno y de cerda; caza de varias clases, y alguna pesca. ind.: la agrícola y molinos harineros. pobl.: 54 vec., 196 alm. contr. con su ayuntamiento. (V.)
(Madoz, 1847, p. 369)

## Organización territorial
La parroquia está formada por cuatro entidades de población:
- Cazarrancas
- Gabián (Gavián)
- Iglesia Vieja (A Eirexa Vella)(Eirexa Vella)
- Longos

## Demografía

### Parroquia
| Gráfica de evolución demográfica de Longos (parroquia) entre 2000 y 2023 |
|                                                                          |
| Datos según el nomenclátor publicado por el INE.                         |

### Lugar
| Gráfica de evolución demográfica de Longos (lugar) entre 2000 y 2023 |
|                                                                      |
| Datos según el nomenclátor publicado por el INE.                     |